# 호세 말라베
호세 프란시스코 말라베(스페인어: José Francisco Malavé, KBO등록명: 말레브, 1971년 5월 31일 ~ )는 베네수엘라의 야구 선수이다.
우투우타의 외야수이며, 1996년 메이저 리그 야구팀 보스턴 레드 삭스에서 데뷔, 2년간 타율 .226, 4홈런, 17타점을 기록했다.
그 후 일본프로야구의 요코하마 베이스타스에서 뛰었고, 2000년 한국프로야구의 해태 타이거즈에 입단했으나 부상으로 경기에 출전하지 못하고 방출되었다.